# Ralph Rüegg
Ralph Rüegg (23 de mayo de 1973) es un deportista suizo que compitió en bobsleigh. Ganó una medalla de bronce en el Campeonato Europeo de Bobsleigh de 2003, en la prueba doble.

## Palmarés internacional
| Campeonato Europeo | Campeonato Europeo    | Campeonato Europeo | Campeonato Europeo |
| Año                | Lugar                 | Medalla            | Prueba             |
| ------------------ | --------------------- | ------------------ | ------------------ |
| 2003               | Winterberg (Alemania) | Medalla de bronce  | Doble              |